# Landkreis Würzburg

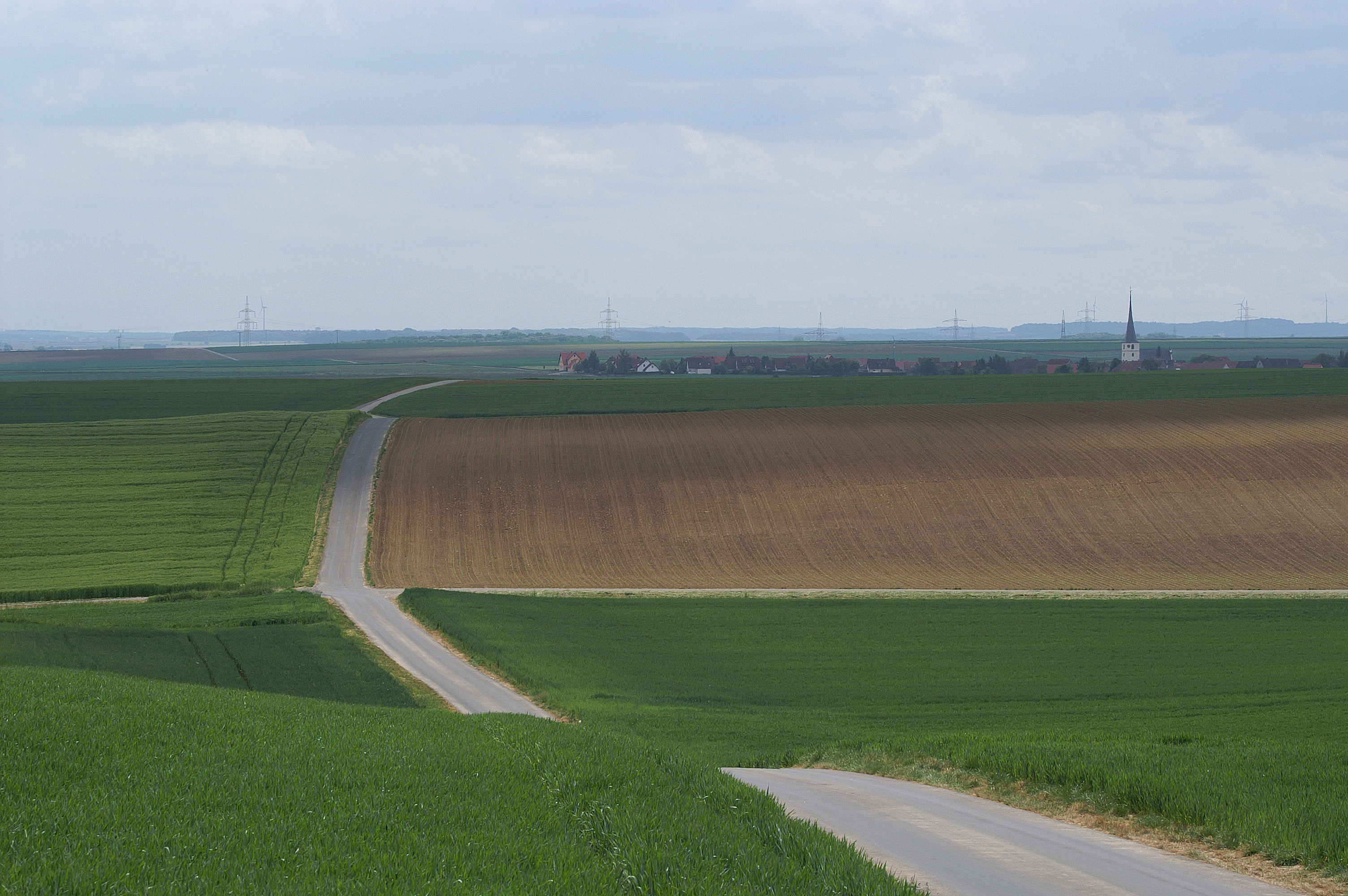
Ochsenfurter Gau bei Wolkshausen

Der Landkreis Würzburg liegt im Süden des bayerischen Regierungsbezirks Unterfranken und umgibt vollständig die kreisfreie Stadt Würzburg, die Sitz des Landratsamtes ist. Der Landkreis ist Mitglied der Regiopolregion Mainfranken.

## Geografie

### Lage
Das Kreisgebiet wird von Südosten nach Nordwesten vom Main durchflossen. Er hat sich in ein 100 bis 150 m tiefes Tal geschnitten. Nördlich und westlich von Würzburg liegen vor allem Laubwaldgebiete (Gramschatzer Wald, Irtenberger Wald, Guttenberger Wald), östlich und südlich von Würzburg der Ochsenfurter Gau, eine fruchtbare intensiv agrarisch genutzte Landschaft.

### Nachbarkreise
Der Landkreis grenzt im Uhrzeigersinn im Nordwesten beginnend an die Landkreise Main-Spessart, Schweinfurt, Kitzingen und Neustadt an der Aisch-Bad Windsheim (alle in Bayern) sowie an den Main-Tauber-Kreis (in Baden-Württemberg).

## Geschichte

### Landgerichte
Das Gebiet des heutigen Landkreises Würzburg gehörte vor 1800 überwiegend zum Hochstift Würzburg und kam 1803 zu Bayern. 1804 entstanden die Landgerichte „Würzburg links des Mains“ in Ochsenfurt und „Würzburg rechts des Mains“ in Röttingen sowie das Stadtgericht Würzburg. Sie alle gehörten zum Untermainkreis, der ab 1838 in „Unterfranken und Aschaffenburg“, später in „Unterfranken“ umbenannt wurde. 1840 wurde das Landgericht Röttingen nach seinem Amtssitz Aub umbenannt.

### Bezirksämter
Das Bezirksamt Würzburg wurde im Jahr 1862 durch den Zusammenschluss der Landgerichte älterer Ordnung Würzburg links des Mains und Würzburg rechts des Mains gebildet. Ebenso wurden die Landgerichte Aub und Ochsenfurt zum Bezirksamt Ochsenfurt zusammengefasst. Die Stadt Würzburg war bereits seit 1814 eine kreisunmittelbare Stadt.
Anlässlich der Reform des Zuschnitts der bayerischen Bezirksämter erhielt das Bezirksamt Würzburg am 1. Januar 1880 die Gemeinde Geroldshausen des Bezirksamtes Ochsenfurt.
Am 1. Januar 1930 trat das Bezirksamt die Gemeinde Heidingsfeld an die Stadt Würzburg ab.

### Landkreise
Am 1. Januar 1939 wurde wie sonst überall im Deutschen Reich die Bezeichnung Landkreis eingeführt. So wurden aus den Bezirksämtern die Landkreise Ochsenfurt und Würzburg.

### Landkreis Würzburg
Im Rahmen der Gebietsreform in Bayern wurden am 1. Juli 1972 der Landkreis Würzburg, der Landkreis Ochsenfurt, acht Gemeinden des Landkreises Marktheidenfeld, fünf Gemeinden des Landkreises Karlstadt, die Gemeinden Dipbach, Oberpleichfeld und Prosselsheim des Landkreises Kitzingen sowie die Gemeinden Obereisenheim und Untereisenheim des Landkreises Gerolzhofen zum neuen Landkreis Würzburg vereinigt. Kreissitz blieb die kreisfreie Stadt Würzburg.
Am 1. Januar 1974 trat der Landkreis die Gemeinde Rottenbauer an die kreisfreie Stadt Würzburg ab, am 1. Juli 1976 außerdem Oberdürrbach und Unterdürrbach sowie am 1. Januar 1978 die Gemeinden Lengfeld und Versbach. Am 1. Mai 1978 gab der Landkreis außerdem die Gemeinde Gnodstadt an den Landkreis Kitzingen ab, die dort nach Marktbreit eingemeindet wurde.

### Einwohnerentwicklung

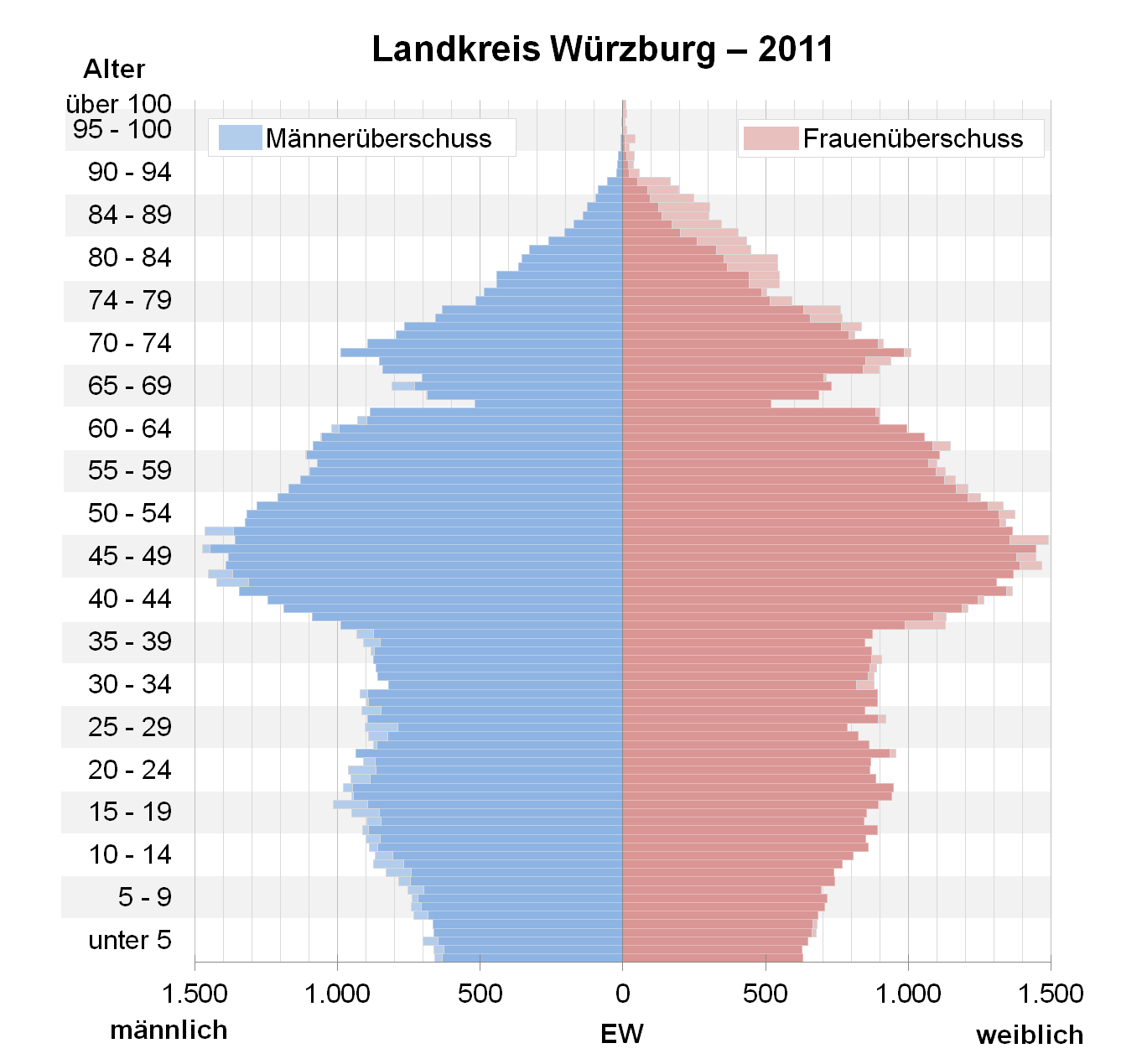
Bevölkerungspyramide für den Kreis Würzburg (Datenquelle: Zensus 2011.)

Von 1988 bis 2008 wuchs der Landkreis Würzburg um ca. 20.000 Einwohner bzw. um rund 14 %. Seitdem verändert sich die Bevölkerungszahl nur gering. Im Zeitraum 1988 bis 2018 stieg die Einwohnerzahl des Landkreises von 140.334 auf 161.834 um 21.500 Einwohner bzw. um 15,3 %. Das ist fast doppelt so hoch wie das prozentuale Wachstum im Regierungsbezirk Unterfranken (8,3 %), aber deutlich unter dem bayernweiten Wachstum (18,4 %) im genannten Zeitraum.
Die nachfolgenden Zahlen beziehen sich auf den Gebietsstand vom 25. Mai 1987:
| Bevölkerungsentwicklung | Bevölkerungsentwicklung | Bevölkerungsentwicklung | Bevölkerungsentwicklung | Bevölkerungsentwicklung | Bevölkerungsentwicklung | Bevölkerungsentwicklung | Bevölkerungsentwicklung | Bevölkerungsentwicklung | Bevölkerungsentwicklung | Bevölkerungsentwicklung | Bevölkerungsentwicklung | Bevölkerungsentwicklung | Bevölkerungsentwicklung | Bevölkerungsentwicklung |
| ----------------------- | ----------------------- | ----------------------- | ----------------------- | ----------------------- | ----------------------- | ----------------------- | ----------------------- | ----------------------- | ----------------------- | ----------------------- | ----------------------- | ----------------------- | ----------------------- | ----------------------- |
| Jahr                    | 1840                    | 1900                    | 1939                    | 1950                    | 1961                    | 1970                    | 1987                    | 1991                    | 1995                    | 2000                    | 2005                    | 2010                    | 2015                    | 2020                    |
| Einwohner               | 60.974                  | 69.625                  | 83.846                  | 114.059                 | 108.126                 | 121.665                 | 138.261                 | 146.439                 | 154.275                 | 158.919                 | 159.978                 | 159.788                 | 160.427                 | 162.697                 |

## Politik

### Kreistag
| Partei       | 2020 | 2014 | 2008 | 2002 |
| ------------ | ---- | ---- | ---- | ---- |
| CSU          | 27   | 30   | 29   | 34   |
| GRÜNE        | 14   | 9    | 7    | 5    |
| SPD          | 09   | 16   | 17   | 19   |
| UWG-FW       | 11   | 10   | 11   | 7    |
| AfD          | 3    | 0    | 0    | 0    |
| FDP          | 2    | 1    | 2    | 1    |
| ÖDP          | 2    | 2    | 2    | 2    |
| Die Linke    | 2    | 0    | 0    | 0    |
| REP          | 0    | 2    | 2    | 2    |
| Sitze gesamt | 70   | 70   | 70   | 70   |

- DIE LINKE.: 2
- GRÜNE: 14
- SPD: 9
- ÖDP: 2
- FREIE WÄHLER: 11
- FDP: 2
- CSU: 27
- AfD: 3

### Bezirksamtsvorstände (bis 1938) und Landräte (ab 1939)
- 1913–1929 Philipp Stegner
- 1929–1938 Bruno Böhm
- 29. Juli 1938–17. März 1939 Ludwig Rückert als Amtsverweser
- 1939–1945 Ludwig Rückert
- 1945–1949: Michael Meisner
- 1949–1978: Friedrich Wilhelm (CSU)
- 1978–1996: Georg Schreier (CSU)
- 1996–2008: Waldemar Zorn (CSU)
- 2008–2020: Eberhard Nuß (CSU)
- seit 1. Mai 2020: Thomas Eberth (CSU)

### Wappen
| Wappen des Landkreises Würzburg | Blasonierung: „Geteilt und unten gespalten; oben in Rot drei silberne Spitzen, unten vorne in Silber übereinander zwei schreitende, herschauende rot bewehrte schwarze Löwen; hinten in Blau eine goldene Lilie.“ |
| Wappen des Landkreises Würzburg | Wappenbegründung: Seit der Landkreisreform 1972 besteht der Landkreis Würzburg aus den Altlandkreisen Würzburg und Ochsenfurt, hinzu kamen kleinere Teile der früheren, heute nicht mehr existierenden Landkreise Gerolzhofen, Karlstadt und Marktheidenfeld sowie dem Vorgänger des jetzigen Landkreises Kitzingen. Im Wappen wird an die wichtigsten Herrschaftsinhaber im Kreisgebiet vor dem Ende des Alten Reichs 1803 hingewiesen. Die drei silbernen Spitzen stammen aus dem Wappen des Hochstifts Würzburg, das den größten Teil des Kreisgebiets beherrschte. Ihm gehörten die Ämter Ochsenfurt, Röttingen, Bütthard und Aub an. Die Spitzen (der „fränkische Rechen“) waren auch Bestandteil der Wappen der Altlandkreise Würzburg und Ochsenfurt. Die Löwen stammen aus dem Wappen der Grafen von Limpurg-Speckfeld, ab 1412 Hohenlohe-Speckfeld; sie hatten Herrschaftsrechte im Gebiet des Altlandkreises Ochsenfurt. Die Lilie wurde dem Wappen des St. Burkardus-Stifts in Würzburg entnommen, das ebenfalls im Kreisgebiet Herrschaftsrechte besaß. Die Lilie war auch Bestandteil des alten Kreiswappens (siehe unten). Das Wappen wurde am 19. Dezember 1974 verliehen. |

|                                                  | Altes Landkreiswappen |
| Altes Landkreiswappen Würzburg von 1957 bis 1974 | Blasonierung: „Geteilt, unten gespalten, oben in Rot drei silberne Spitzen, unten vorne in Gold ein Mohr mit grünem Lendenschurz und einem Strauß aus drei roten Rosen, hinten in Blau eine silberne heraldische Lilie.“ |
| Altes Landkreiswappen Würzburg von 1957 bis 1974 | Wappenbegründung: Das geteilte Wappen zeigt oben den so genannten „fränkischen Rechen“. Im gespaltenen unteren Wappenteil ist vorne der Mohr mit drei roten Rosen aus dem Wappen der Grafen Wolffskeel von Reichenberg zu sehen, hinten weist die Lilie auf das Ritterstift des heiligen Burghard in Würzburg hin. Beide, die Grafen und die Mönche, besaßen wesentliche Teile des Landkreisgebiets. Das Wappen wurde am 16. Januar 1957 verliehen. |

### Kreispartnerschaften
Der Landkreis pflegt Partnerschaften mit dem Mateh Jehuda in Israel und dem Okres Olomouc (Olmütz) in Nordmähren.

## Wirtschaft und Infrastruktur
Im Zukunftsatlas 2016 belegte der Landkreis Platz 73 von 402 Landkreisen, Kommunalverbänden und kreisfreien Städten in Deutschland und zählt damit zu den Orten mit „hohen Zukunftschancen“.

### Verkehr

#### Eisenbahn
Würzburg ist als Knotenpunkt von Haupteisenbahnlinien über Bayern hinaus bedeutsam. Die erste Strecke wurde durch die staatliche Ludwigs-West-Bahn schon 1854 von Bamberg über Schweinfurt herangeführt und durch das nunmehr als Königlich Bayerische Staats-Eisenbahnen bezeichnete Unternehmen mainabwärts als Main-Spessart-Bahn nach Gemünden–Aschaffenburg weitergebaut. Zehn Jahre später eröffnete 1864 die Strecke nach Ochsenfurt–Ansbach–Treuchtlingen. Im folgenden Jahr wurde die Direktverbindung nach Nürnberg vollendet und 1866 war auch die Frankenbahn über Lauda nach Stuttgart vorhanden.
Drei staatliche Lokalbahnen erschlossen nach der Jahrhundertwende die ländlichen Gebiete im Umland mit Strecken von 43 km Länge im heutigen Kreisgebiet: 1907 wurde die 33 Kilometer lange Gaubahn von Ochsenfurt über Bieberehren nach Weikersheim eröffnet, die 1909 in Bieberehren eine Abzweigung über Reinsbronn zum vier Kilometer entfernten Creglingen erhielt. Ebenfalls 1909 begann der Betrieb auf der Stichbahn von Seligenstadt über Untereisenheimn nach Volkach (Mainschleifenbahn), deren Streckenlänge 6 km betrug. Die Einstellung des planmäßigen Personenverkehrs erfolgte 1967 zwischen Bieberehren und Creglingen, 1968 zwischen Seligenstadt und Volkach und 1974 zwischen Ochsenfurt und Weikersheim. Später wurde auch der Güterverkehr beendet. Während die Gaubahn seit 1992 abgebaut und zum Gaubahn-Radweg umgebaut ist, wird die Mainschleifenbahn touristisch genutzt.
Danach blieb noch ein Netz von Hauptbahnen von 106 km Länge in Betrieb. Im Jahre 1988 verkürzte die Deutsche Bundesbahn die Verbindung Würzburg–Fulda durch die Neubaustrecke nach Hannover, die alte Strecke Gemünden–Flieden dient seitdem nur noch dem Nahverkehr und dem Güterverkehr.

#### Straßenverkehr
Die Bundesautobahn 3 erschließt den Landkreis Würzburg in West-Ost-Richtung. Am Autobahndreieck Würzburg-West zweigt die Bundesautobahn 81 nach Süden ab. Den Nordosten des Landkreises durchquert die Bundesautobahn 7 in Nord-Süd-Richtung.
Künftig soll nach Planungen die vierspurige autobahnähnliche Bundesstraße 26n von der Anschlussstelle Helmstadt der A3 über Karlstadt und Arnstein bis zum Autobahnkreuz Schweinfurt/Werneck auf die A7 und die Bundesautobahn 70 führen, um den Landkreis Main-Spessart anzubinden und zugleich den Durchgangsverkehr innerhalb der Stadt Würzburg zu entlasten. Das Teilstück vom Autobahnkreuz Schweinfurt/Werneck bis Karlstadt ist im vordringlichen Bedarf. Für das restliche Teilstück bis zur A3 besteht bereits Planungsrecht.

## Gemeinden
(Einwohner am 31. Dezember 2023)
| Städte 1. Aub (1395) 2. Eibelstadt (3020) 3. Ochsenfurt (11.242) 4. Röttingen (1567) Märkte 1. Bütthard (1276) 2. Eisenheim (1330) 3. Frickenhausen a.Main (1124) 4. Gelchsheim (848) 5. Giebelstadt (5453) 6. Helmstadt (2575) 7. Höchberg (9446) 8. Neubrunn (2236) 9. Randersacker (3309) 10. Reichenberg (4145) 11. Remlingen (1480) 12. Rimpar (7431) 13. Sommerhausen (1893) 14. Winterhausen (1388) 15. Zell a.Main (4320) Gemeindefreie Gebiete (55,16 km², unbewohnt) 1. Gramschatzer Wald (22,27 km²) 2. Guttenberger Wald (18,07 km²) 3. Irtenberger Wald (14,82 km²) | Weitere Gemeinden 1. Altertheim (1985) 2. Bergtheim (3695) 3. Bieberehren (857) 4. Eisingen (3433) 5. Erlabrunn (1823) 6. Estenfeld (5315) 7. Gaukönigshofen (2534) 8. Gerbrunn (6418) 9. Geroldshausen (1380) 10. Greußenheim (1613) 11. Güntersleben (4423) 12. Hausen b.Würzburg (2546) 13. Hettstadt (3527) 14. Holzkirchen (925) 15. Kirchheim (2155) 16. Kist (2619) 17. Kleinrinderfeld (1957) 18. Kürnach (4628) 19. Leinach (3211) 20. Margetshöchheim (3087) 21. Oberpleichfeld (1131) 22. Prosselsheim (1144) 23. Riedenheim (735) 24. Rottendorf (5370) 25. Sonderhofen (873) 26. Tauberrettersheim (800) 27. Theilheim (2341) 28. Thüngersheim (2654) 29. Uettingen (1870) 30. Unterpleichfeld (3091) 31. Veitshöchheim (9390) 32. Waldbrunn (2894) 33. Waldbüttelbrunn (4977) | Verwaltungsgemeinschaften 1. Aub (Stadt Aub, Markt Gelchsheim und Gemeinde Sonderhofen) 2. Bergtheim (Gemeinden Bergtheim und Oberpleichfeld) 3. Eibelstadt (Stadt Eibelstadt, Märkte Frickenhausen a.Main, Sommerhausen und Winterhausen) 4. Estenfeld (Markt Eisenheim, Gemeinden Estenfeld und Prosselsheim) 5. Giebelstadt (Märkte Bütthard und Giebelstadt) 6. Helmstadt (Märkte Helmstadt und Remlingen, Gemeinden Holzkirchen und Uettingen) 7. Hettstadt (Gemeinden Greußenheim und Hettstadt) 8. Kirchheim (Gemeinden Geroldshausen und Kirchheim) 9. Kist (Gemeinden Altertheim und Kist) 10. Margetshöchheim (Gemeinden Erlabrunn und Margetshöchheim) 11. Röttingen (Stadt Röttingen, Gemeinden Bieberehren, Riedenheim und Tauberrettersheim) |  |

## Gemeinden des Landkreises vor der Gebietsreform 1971/78
Vor der Gebietsreform hatte der Landkreis Würzburg 45 Gemeinden (siehe Liste unten). (Die Gemeinden, die es heute noch gibt, sind fett geschrieben):

Landkreis Würzburg, Gemeindegrenzenkarte von 1961

| frühere Gemeinde | heutige Gemeinde | heutiger Landkreis        |
| ---------------- | ---------------- | ------------------------- |
| Albertshausen    | Reichenberg      | Landkreis Würzburg        |
| Bergtheim        | Bergtheim        | Landkreis Würzburg        |
| Burggrumbach     | Unterpleichfeld  | Landkreis Würzburg        |
| Eisingen         | Eisingen         | Landkreis Würzburg        |
| Erlabrunn        | Erlabrunn        | Landkreis Würzburg        |
| Estenfeld        | Estenfeld        | Landkreis Würzburg        |
| Gerbrunn         | Gerbrunn         | Landkreis Würzburg        |
| Geroldshausen    | Geroldshausen    | Landkreis Würzburg        |
| Greußenheim      | Greußenheim      | Landkreis Würzburg        |
| Güntersleben     | Güntersleben     | Landkreis Würzburg        |
| Hettstadt        | Hettstadt        | Landkreis Würzburg        |
| Hilpertshausen   | Unterpleichfeld  | Landkreis Würzburg        |
| Höchberg         | Höchberg         | Landkreis Würzburg        |
| Kirchheim        | Kirchheim        | Landkreis Würzburg        |
| Kist             | Kist             | Landkreis Würzburg        |
| Kleinrinderfeld  | Kleinrinderfeld  | Landkreis Würzburg        |
| Kürnach          | Kürnach          | Landkreis Würzburg        |
| Lengfeld         | Würzburg         | kreisfreie Stadt Würzburg |
| Lindflur         | Reichenberg      | Landkreis Würzburg        |
| Maidbronn        | Rimpar           | Landkreis Würzburg        |
| Margetshöchheim  | Margetshöchheim  | Landkreis Würzburg        |
| Moos             | Geroldshausen    | Landkreis Würzburg        |
| Mühlhausen       | Estenfeld        | Landkreis Würzburg        |
| Oberaltertheim   | Altertheim       | Landkreis Würzburg        |
| Oberdürrbach     | Würzburg         | kreisfreie Stadt Würzburg |
| Oberleinach      | Leinach          | Landkreis Würzburg        |
| Randersacker     | Randersacker     | Landkreis Würzburg        |
| Reichenberg      | Reichenberg      | Landkreis Würzburg        |
| Rimpar           | Rimpar           | Landkreis Würzburg        |
| Roßbrunn         | Waldbüttelbrunn  | Landkreis Würzburg        |
| Rottenbauer      | Würzburg         | kreisfreie Stadt Würzburg |
| Rottendorf       | Rottendorf       | Landkreis Würzburg        |
| Steinbach        | Altertheim       | Landkreis Würzburg        |
| Theilheim        | Theilheim        | Landkreis Würzburg        |
| Thüngersheim     | Thüngersheim     | Landkreis Würzburg        |
| Uengershausen    | Reichenberg      | Landkreis Würzburg        |
| Unteraltertheim  | Altertheim       | Landkreis Würzburg        |
| Unterdürrbach    | Würzburg         | kreisfreie Stadt Würzburg |
| Unterleinach     | Leinach          | Landkreis Würzburg        |
| Unterpleichfeld  | Unterpleichfeld  | Landkreis Würzburg        |
| Veitshöchheim    | Veitshöchheim    | Landkreis Würzburg        |
| Versbach         | Würzburg         | kreisfreie Stadt Würzburg |
| Waldbrunn        | Waldbrunn        | Landkreis Würzburg        |
| Waldbüttelbrunn  | Waldbüttelbrunn  | Landkreis Würzburg        |
| Zell am Main     | Zell am Main     | Landkreis Würzburg        |

## Schutzgebiete
Im Landkreis gibt es 18 Naturschutzgebiete, acht Landschaftsschutzgebiete, zwölf Geotope und 14 ausgewiesene FFH-Gebiete (Stand März 2016).
Siehe auch:
- Liste der Naturschutzgebiete im Landkreis Würzburg
- Liste der Landschaftsschutzgebiete im Landkreis Würzburg
- Liste der FFH-Gebiete im Landkreis Würzburg
- Liste der Geotope im Landkreis Würzburg

## Kfz-Kennzeichen
Am 1. Juli 1956 wurde dem Landkreis bei der Einführung der bis heute gültigen Kfz-Kennzeichen das Unterscheidungszeichen WÜ zugewiesen. Es wird durchgängig bis heute ausgegeben.
Bis in die 1990er-Jahre erhielten Fahrzeuge aus dem Altkreis Ochsenfurt Kennzeichen mit den Buchstabenpaaren HA bis JZ, MA bis MZ sowie ZA bis ZZ und den Zahlen von 1 bis 99 und ebenfalls mit den Buchstaben J und Z und den Zahlen von 1000 bis 9999.
Seit dem 10. Juli 2013 ist durch die Kennzeichenliberalisierung auch das Unterscheidungszeichen OCH (Ochsenfurt) erhältlich.

## Weiterführende Literatur
- Stephan Ankenbrand: Mainfränkische Ortsnamen: Die Ortsnamen des Landkreises Würzburg. Würzburg 1942.
- Peter Högler: Aus dem Sagenschatz des Landkreises Würzburg. Echter 1996.